# Exénatide
L'exénatide est un oligopeptide antidiabétique, analogue des incrétines. Il est utilisé en sus du traitement oral, par injection sous-cutanée, dont l'effet hypoglycémiant est voisin de celui de l'insuline.
C'est le premier médicament de cette classe à être approuvé par la FDA et les agences européennes.

## Indications
Il s'agit du diabète de type 2.

## Effets pharmacologiques
Il entraîne, contrairement à l'insuline, une perte de poids modeste. Il diminue la vitesse de vidange gastrique, augmente la sécrétion d'insuline, diminue celle de glucagon, le tout permettant une amélioration de l'équilibre de la glycémie.

## Effets indésirables
Les effets indésirables sont des nausées fréquentes, des hypoglycémies. Il existe un risque de survenue de pancréatite aiguë.
Les effets indésirables à long terme ne sont pas connus.
En 2013, deux études associant les incrétines et les gliptines à un risque accru de pancréatites et de métaplasie des cellules ductales  ont été publiées, ce qui a amené la Food and Drug Administration (FDA) aux États-Unis, puis l'Agence européenne des médicaments à demander des investigations complémentaires sur les risques pancréatiques des traitements basés sur ces molécules dans le diabète de type 2. 
En Europe, les molécules impliquées dans ces demandes de recherche complémentaire sont : l'exénatide (Byetta, Bydureon), le liraglutide (Victoza), la lixisénatide (Lyxumia), la sitagliptine (Efficib, Januvia, Janumet, Ristaben, Ristfor, Tesavel, Velmetia, Xelevia), la saxagliptine (Komboglyze, Onglyza), la linagliptine (Jentadueto, Trajenta) et la vildagliptine (Eucreas, Galvus, Icandra, Jalra, Xiliarx, Zomarist).

## Efficacité
La molécule a été essentiellement testée en complément du traitement classique (biguanides et/ou sulfamides hypoglycémiants).
Il s'administre classiquement en deux injections sous-cutanées journalières mais les doses n'ont pas à être adaptées par rapport aux glycémies. Une forme à libération prolongée (encapsulation dans des microsphères à résorption longue), permettant une seule injection par semaine, semble avoir une efficacité au moins comparable à la forme classique, dans le contrôle glycémique et dans la perte de poids, avec des effets secondaires moindres.
En termes de baisse de l'hémoglobine glyquée, l'exénatide en prise hebdomadaire semble un peu moins efficace que le liraglutide. En monothérapie, il est non-inférieur à la metformine et plus efficace que la sitagliptine, tout en restant en deçà des résultats de la pioglitazone.
La molécule n'a pas démontré, cependant de diminution à long terme du taux de complications cardiaque du diabète.
Il pourrait avoir une certaine efficacité sur les symptômes de la maladie de Parkinson mais cela n'a pas été confirmé dans une étude de plus grande envergure.